# Щільний порядок
Щільний порядок — бінарне відношення між елементами множин у частковому або лінійному порядку (позначимо його <) на множині X, коли для всіх x і y з X, для яких виконується x < y, існує елемент z в X, такий що x < z < y. Іншими словами, порядок називають щільним, коли немає сусідніх елементів. Оскільки між будь-якими двома елементами щільного порядку є ще хоча б один, будь-який відрізок щільного порядку нескінченний.

## Приклад
Щільною впорядкованою множиною є дійсні числа і раціональні числа зі звичайним порядком. З іншого боку, звичайний порядок цілих чисел щільним не є.

## Єдиність
Георг Кантор довів, що дві будь-які щільні лінійно впорядковані зліченні множини без нижньої і верхньої меж ізоморфні відносно впорядкування. Зокрема, існує ізоморфізм зі збереженням порядку між раціональними числами та іншими щільними зліченними множинами, включно з двійково-раціональними числами й алгебричними числа. У методі підбору використовується доведення цього результату.
Для визначення ізоморфізмів порядку між квадратичними алгебричними числами і раціональними числами, а також між раціональними числами і двійково-раціональними числами можна використати функцію Мінковського.

## Узагальнення
Бінарне відношення R вважається щільним, якщо для всіх пов'язаних відношенням R x і y, є z, таке що x і z, а також z і y пов'язані відношенням R. Формально:
{\displaystyle \forall x\ \forall y\ xRy\Rightarrow (\exists z\ xRz\land zRy).}
У термінах суперпозиції відношень R із собою, умову щільності можна альтернативно виразити як {\displaystyle R\subseteq RR}.
Достатніми умовами до того, що бінарне відношення R на множині X матиме щільний порядок, є випадки коли:
- R рефлексивне;
- R корефлексивне ;
- R квазірефлексивне ;
- R ліво- або правоевклідове;
- R симетричне і напівконексне[en] і X має Неможливо розібрати вираз (SVG (MathML можна ввімкнути через плагін браузера): Недійсна відповідь («Math extension cannot connect to Restbase.») від сервера «http://localhost:6011/uk.wikipedia.org/v1/»:): {\displaystyle \geqslant 3}
 елементів.

Жодна з них не є необхідною. Непорожнє щільне відношення не може бути антитранзитивним.
Строго частковий порядок < є щільним порядком тоді і тільки тоді, коли < є щільним відношенням. Щільне відношення є ідемпотентним відношенням, коли воно також транзитивне.